# Erstein
Erstein – miejscowość i gmina we Francji, w regionie Grand Est, w departamencie Dolny Ren.
Według danych na rok 2006 gminę zamieszkiwało 9735 osób, 269 os./km².